# Brzozowica (Będzin)
Brzozowica – część dzielnicy Gzichów, należącej do Będzina, położona na prawym brzegu Czarnej Przemszy (od południa), a od północy graniczy z dzielnicą Łagisza.
Brzozowica zabudowana jest głównie parterowymi domkami jednorodzinnymi wzdłuż ulic: Brzozowickiej, Spokojnej, Sierakowskiego i Polnej. W południowej części znajduje się park. Na północ od Brzozowicy do 1968 działała odkrywkowa kopalnia węgla kamiennego "Brzozowica", zbudowana w latach 1952–1956 (od 1 lipca 1958 w składzie KWK Gen. Zawadzki). Jej teren został zrekultywowany.

## Historia
Brzozowica (dawniej Brzezawica) jako samodzielna leśna osada smolarzy powstała w XV wieku na gruntach wsi Małobądz (podobnie jak Gzichów). Składała się z trzech kurnych chałup, zamieszkałych przez smolarzy, trudniących się wypalaniem węgla drzewnego i pędzeniem smoły. Ostatnim ze smolarzy był niejaki Radomski, zmarły 1777. W 1668 istniał młyn. Od 1678 wchodziła w skład klucza majątku Mieroszewskich, dzieląc dalej jego losy. W 1915 Brzozowica (jako część gminy Gzichów) została przyłączona do Będzina. 1 sierpnia 2010 dzielnica otrzymała połączenie minibusowe (linia nr 916).